# Niduregelia edmundoi
Niduregelia edmundoi är en gräsväxtart som först beskrevs av Elton Martinez Carvalho Leme, och fick sitt nu gällande namn av Elton Martinez Carvalho Leme. Niduregelia edmundoi ingår i släktet Niduregelia och familjen Bromeliaceae. Inga underarter finns listade i Catalogue of Life.